# Pellenes siculus
Pellenes siculus là một loài nhện trong họ Salticidae.
Loài này thuộc chi Pellenes. Pellenes siculus được Alicata & Cantarella miêu tả năm 2000.